# میز جلسات ولادیمیر پوتین
میز جلسه ولادیمیر پوتین، یک میز بیضی شکل از جنس چوب راش با رویه سفید است که در اواخر دهه ۱۹۹۰، در دوران رئیس‌جمهور روسیه بوریس یلتسین، در کرملین مسکو نصب شد. گزارش شده است که این میز ۶ متر (۲۰ فوت) طول دارد، از یک ورق راش (درخت) ساخته شده و بر روی سه‌پایه چوبی توخالی قرار گرفته است. این میز به رنگ سفید لاکی است و در کنار آن آبکاری طلا شده است. در حالی که این میز در زمان ریاست جمهوری یلتسین سفارش داده شده بود، به دلیل استفاده ولادیمیر پوتین در جلسات با رهبران جهان، مورد توجه رسانه‌های جهانی قرار گرفته است.

## منشأ
ادعای ساخت این میز توسط دو گروه مطرح شده است: تولیدکننده ایتالیایی اوک فرنیچر و ویسنته ساراگوسا اسپانیایی.
شرکت اوک فرنیچر، یک کسب و کار خانوادگی از کانتو، ایتالیا، ادعا کرد که این میز را ساخته و سفارش آن را در سال ۱۹۹۵ تکمیل کرده است. این بخشی از یک قرارداد ۴۰ تا ۵۰ میلیون یورویی برای تجهیز ۷٬۰۰۰ فوت مربع (۶۵۰ متر مربع) بود. روی کف کرملین بین سال‌های ۱۹۹۵ تا ۱۹۹۷. اوک همچنین لوازمی برای دیگر رهبران جهان، از جمله معمر قذافی، صدام حسین و کاخ‌های سلطنتی در برونئی و تایلند تولید کرده است. این سفارش شامل حدود هفتاد اتاق، از جمله محل اقامت رئیس‌جمهور بود. مبلمان به سبک کرملین قبل از ۱۹۱۷ طراحی شده بود: پس از انقلاب روسیه، جوزف استالین، رهبر اتحاد جماهیر شوروی، بسیاری از مبلمان قبلی اتاق‌ها را حذف کرد. این شرکت ادعا می‌کند که رویه میز از یک تکه چوب راش ساخته شده و به رنگ سفید لاکی است. دارای سه‌پایه توخالی است و روکش طلا دارد. به گفته رناتو پولونیا از اوک، مبلمان این معامله در ایتالیا مونتاژ و با هواپیما به روسیه منتقل شد: پس از ورود، برای جلوگیری از شنود، اسکن شد. پولونیا تخمین زد که یک میز مشابه تقریباً ۱۰۰۰۰۰ یورو (equivalent to €۱۰۵٬۴۳۶ هزینه خواهد داشت) اگر در سال ۲۰۲۲ ساخته شود. شرکت اوک گواهی امضا شده توسط یلتسین و عکسی از میز در کتابی که در سال ۱۹۹۹ در مورد کرملین منتشر شده بود را برای پشتیبانی از ادعای خود ارائه داد.
ویسنته زاراگوزا، کابینت‌ساز اسپانیایی، در مصاحبه‌ای با ایستگاه رادیویی COPE ادعا کرد که این میز را ساخته است. زاراگوزا مالک یک شرکت مبلمان با همین نام واقع در آلکاسر، جامعه والنسیا است که در سال ۲۰۲۰ تعطیل شد. این شرکت در سال‌های ۲۰۰۲ تا ۲۰۰۶ چندین سفارش مبلمان برای کرملین و همچنین برای سایر جمهوری‌های شوروی سابق، مانند ریاست جمهوری ازبکستان، انجام داد. به گفته زاراگوزا، این میز از چوب راش سفید آلپ ساخته شده و با روکش طلا منبت‌کاری شده است و در سال ۲۰۰۵ به کرملین تحویل داده شده است.

## کاربرد

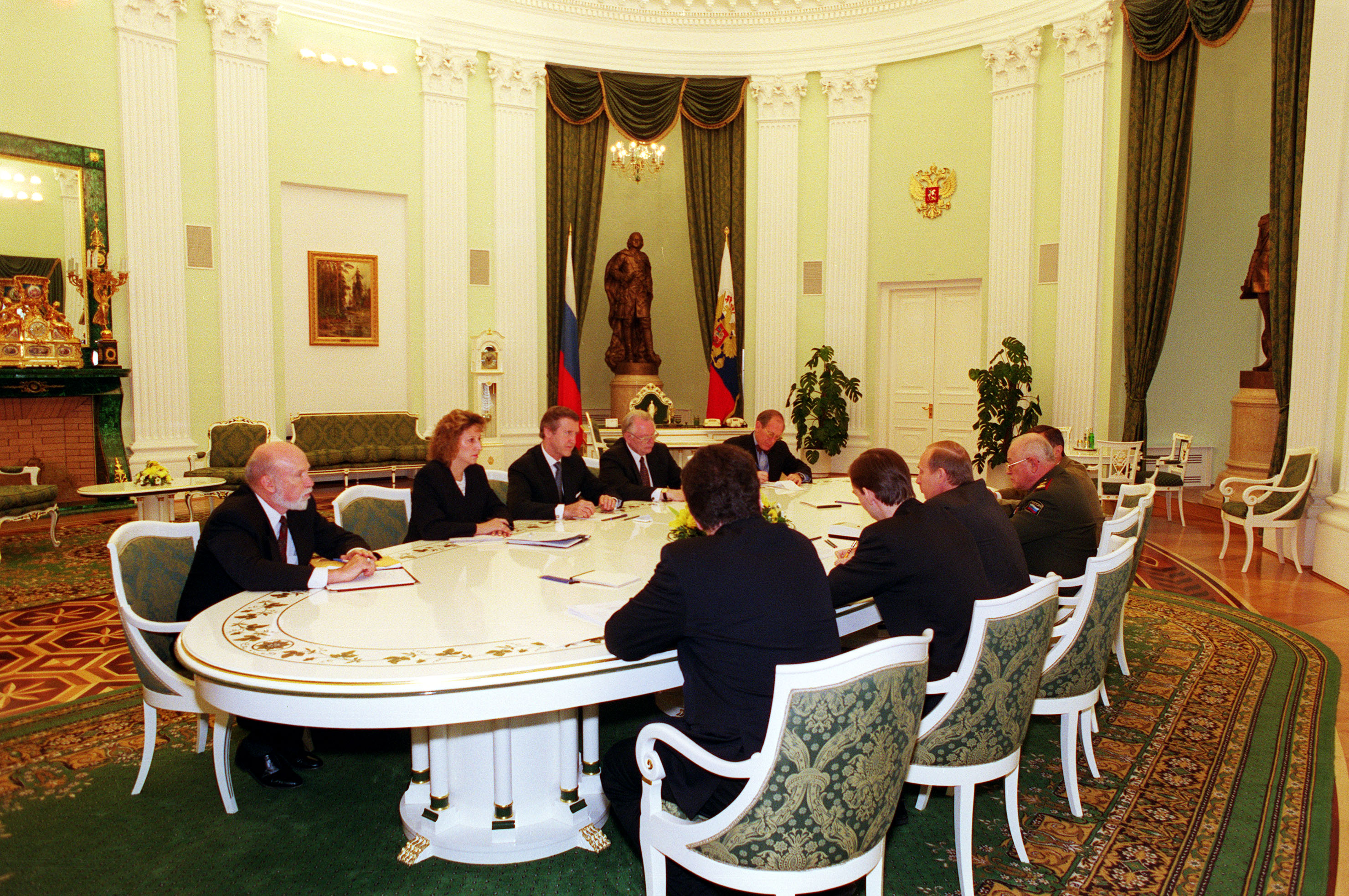
میزی که رئیس‌جمهور پوتین در سال ۲۰۰۰ از آن استفاده می‌کرد

در سال ۲۰۲۲، ولادیمیر پوتین، رئیس‌جمهور روسیه، از این میز در جلسات خود با رهبران جهان مانند ویکتور اوربان، امانوئل مکرون، اولاف شولتز، آنتونیو گوترش و دیگران استفاده کرده است. پوتین در حالی که در یک انتهای یک میز سفید بسیار بلند نشسته بود، تصویر شد و سایر شرکت‌کنندگان در انتهای دیگر میز، دور از او نشسته بودند. همچنین پوتین در جلساتی با فاصله مشابه با مقامات خود در میزهای بلند دیگر نیز حضور داشته است. این میز سوژه میم‌های اینترنتی متعددی شد.
گمانه‌زنی‌هایی وجود دارد مبنی بر اینکه پوتین از این میز طویل برای ارعاب و نمایش چهره‌ای قدرتمند یا ترس از ابتلا به کووید-۱۹ استفاده می‌کند. در همان دوره، تصاویری از پوتین در حال شرکت در جلساتی در نزدیکی شی جین‌پینگ ، دبیرکل حزب کمونیست چین، و الکساندر لوکاشنکو ، رئیس‌جمهور بلاروس، منتشر شده است.